# معهد كوريا لأبحاث الإلكترونيات والاتصالات
معهد كوريا لأبحاث الإلكترونيات والاتصالات (هانغل: 한국전자통신연구원) هي مؤسسة بحثية تموّلها الحكومة الكورية في مدينة دايجون في جمهورية كوريا، وتقع في مدينة دايدوك للعلوم.